# Karl Neukirch
Karl Neukirch (3. listopadu 1864, Berlín – 26. června 1941, tamtéž) byl německý sportovní gymnasta, účastník Letních olympijských her 1896 v Athénách, na nichž získal dvě zlaté olympijské medaile za hromadná cvičení na nářadích.
O životě Karla Neukircha kromě základních dat není mnoho známo. Cvičil v berlínském oddíle Berliner Turnerschaft. S německým družstvem se v roce 1895 údajně zúčastnil nějakých gymnastických slavností v Itálii, o rok později se dostává do družstva nominovaného na athénskou olympiádu. Po návratu z Athén byla většina členů německého gymnastického družstva vyloučena z nacionalistické Německé asociace gymnastiky, protože se účastnila Her ve jménu „internacionálního přátelství národů“.
Neukirch se na olympiádě 1896 se účastnil čtyř disciplín v soutěžích jednotlivců na nářadích – v přeskoku, koni na šíř, na hrazdě i bradlech, ale v žádné z nich se neumístil na medailových pozicích a jeho přesná umístění neznáme. Ke hromadnému cvičení na bradlech se proti německému družstvu postavila dvě družstva Řeků z Athén. Družstva musela zacvičit tříminutovou sestavu, přičemž rozhodčí hodnotili celkové provedení, náročnost cviků a jejich sladění do celku. Němci bezkonkurenčně získali zlaté medaile. Obdobné cvičení na hrazdě Řekové neobsadili vůbec a Němci získali olympijský titul prakticky zadarmo.